# San Pablo de Tiquina
San Pablo de Tiquina ist eine Ortschaft im Departamento La Paz im südamerikanischen Anden-Staat Bolivien.

## Lage im Nahraum
San Pablo de Tiquina ist bevölkerungsstärkster Ort im Municipio San Pedro de Tiquina in der Provinz Manco Kapac. Die Ortschaft liegt auf einer Höhe von 3824 m am Südostufer der 800 m breiten Straße von Tiquina, die Nord- und Südteil des Titicacasees miteinander verbindet.

## Geographie
San Pablo de Tiquina liegt auf dem bolivianischen Altiplano zwischen den Anden-Gebirgsketten der Cordillera Occidental im Westen und der Cordillera Central im Osten. Die Region weist ein ausgeprägtes Tageszeitenklima auf, bei der die mittleren täglichen Temperaturschwankungen deutlicher ausfallen als die mittleren jahreszeitlichen Schwankungen.
Die Jahresdurchschnittstemperatur der Region liegt bei etwa 8 °C (siehe Klimadiagramm Copacabana), die Monatswerte schwanken nur unwesentlich zwischen knapp 6 °C im Juni/Juli und 10 °C im November/Dezember. Der Jahresniederschlag beträgt etwa 700 mm, die Monatsniederschläge liegen zwischen unter 10 mm in den Monaten Juni und Juli und 150 mm im Januar und Februar.

## Verkehrsnetz
San Pablo de Tiquina liegt in einer Entfernung von 107 Straßenkilometern nordwestlich von La Paz, der Hauptstadt des gleichnamigen Departamentos.
Von La Paz führt die asphaltierte Nationalstraße Ruta 2 in nordwestlicher Richtung über Huarina nach San Pablo de Tiquina. Sie überquert hier die Straße von Tiquina nach San Pedro de Tiquina und führt weiter vierzig Kilometer bis Copacabana und von dort noch einmal acht Kilometer bis Khasani an der peruanischen Grenze.

## Bevölkerung
Die Einwohnerzahl der Ortschaft ist in den vergangenen beiden Jahrzehnten leicht angestiegen:
| Jahr | Einwohner | Quelle       |
| ---- | --------- | ------------ |
| 1992 | 883       | Volkszählung |
| 2001 | 944       | Volkszählung |
| 2012 | 981       | Volkszählung |
| 2024 |           | Volkszählung |

Die Region weist einen hohen Anteil an Aymara-Bevölkerung auf, im Municipio San Pedro de Tiquina sprechen 92,5 Prozent der Bevölkerung Aymara.